# Cyclosa gulinensis
Cyclosa gulinensis là một loài nhện trong họ Araneidae.
Loài này thuộc chi Cyclosa. Cyclosa gulinensis được miêu tả năm 1995 bởi Xie, Chang-Min Yin & Joo-Pil Kim.